# 上海滩 (歌曲)
上海灘是1980年香港無綫電視同名劇集《上海灘》的主題曲，由顧嘉煇負責作曲及編曲，黃霑填詞，葉麗儀主唱。

## 創作背景
黃霑指顧嘉煇很晚才把曲作好，收到電話口述的簡譜後，他先從副歌填起，因為受歡迎的多數是情歌，就按曲調填上「愛你恨你」，接著就依劇名「上海灘」填了開首的「浪奔浪流」。花了二十分鐘就填好詞，是他寫得最快最流暢的一首。但此時才突然疑惑黄浦江有沒有浪，為作確認，黃霑遂從私藏書籍中找到上海作家陳定山的《春申舊聞》和《春申續聞》二書，並從凌晨二時二十分一直看到六時，但仍未能確定黃浦江有否浪跡。然而，葉麗儀於第二天早上便要趕著錄音，黃霑亦再無暇處理有關歌詞中黃浦江浪跡的問題，遂將歌詞定稿交給葉麗儀錄音。:16-18
葉麗儀憶述當年自己以外地巡迴演唱為主，錯過了很多演唱無綫電視劇主題曲的機會，直到1979年末，無綫音樂總監顧嘉煇指明接下來那一首的歌手必須是葉麗儀，翌年農曆新年她便回港灌錄此曲。這是唱歐西流行曲和國粵語翻唱曲起家的她首支原創粵語歌，因此被監製朱穗萍提醒要拋棄以往的唱法，又要注意唱「浪奔」的「奔」時的咬字（避免唱成了「崩」），以及力度的收發適中與否，花了二小時才錄好頭兩句。

## 音樂特徵
歌曲結構為：引子－A1段(主歌)－A2段－B段(副歌)－A3段－間奏－B－A3－尾聲。

4/4拍，並以C大調寫成，有轉調。主歌以強拍突出「奔」、「喜」等富「感情色彩」的字眼，並由A小調過渡至C大調；副歌音程八度大跳，形成對比，並由C大調轉到A小調，然後進入G大調；主歌再現段與首現段並無差異，A小調起，最後全曲以C大調為終。樂評人黃志華以「激揚型中式小調」形容此曲，偶然出現的ti音和三連音節拍帶出一點西洋味，但其旋律的基調仍是五聲音階。
編曲方面則中西合璧，引子以西方管弦樂齊奏呈現氣勢，主歌中西洋弦樂擔當演奏副旋律、助奏的角色，第15至18小節短暫出現法國號為點綴；中樂器方面則運用了雙音響木敲擊節奏，並加插簫聲（或長笛模仿的音色），渲染中國民族色彩；到副歌，貝斯、結他和套鼓取代雙音響木，表現出強勁動感的節奏。
 

## 影響
與劇集互相帶動下，上海灘在香港取得空前的成功，以之為主打的《上海灘特輯》成為當年的本地白金唱片，並獲得橫跨多年的獎項，如1980年的十大中文金曲和1999年的世紀中文歌曲選舉的十大歌曲；更於大中華地區廣泛傳播，獲奉為粵語流行曲中的經典。在2010年，此曲躋身國際華語音樂聯盟評選的「華語金曲獎：30年30歌」，又獲選為上海世界博覽會「香港活動周」的開幕禮開場曲。
上海灘亦為主唱者葉麗儀的事業巔峰作，讓她有機會到世界各地登台，至今每年仍獲得可觀的版稅收入。
在台灣電影《血觀音》中，反派角色棠夫人面對威逼，突然唱出此曲（粵語版），暗藏機鋒，然後再施出反制的殺著。導演楊雅喆說此曲早年走紅台灣，更成為黑社會的代表歌，於是引用為插曲。電影《江湖兒女》也曾用為黑幫人士出殯時的哀樂。
此曲亦隨著電視劇傳播到數個東南亞國家，並獲翻唱成當地語言，如馬來語（歌手Hang Mokhtar）、越南語（歌手如琼、阮興）、泰語（歌手屏帕蓉）。

## 評價
外界對上海灘的評價普遍正面，國際華語音樂聯盟點評：「電視劇主題曲成功的典範，舊上海的龍爭虎斗洶湧澎湃，讓人見識八十年代『港劇』的強大衝擊力。」。音樂人伍樂城評「旋律簡單，結構清晰，編曲恰到好處」，「完美的歌曲由完美的歌手葉麗儀演繹」，是他最喜歡的顧氏歌曲。填詞人楊熙認為以歌詞論是一首貼題的主題曲，巧以黃浦江波浪比喻恩怨情仇，而且前後呼應，結構工整:21。
但仍有反面的意見，詞評人朱耀偉認為歌詞虎頭蛇尾，指開首六音填四字的「浪奔浪流」氣勢恢宏，接下來由景入情，鋪排精彩；但副歌的愛恨交纏卻又掉落黃霑的窠臼，「又有喜又有愁」亦顯得囉嗦，未能深化詞境:125—127。亦有論者認為詞人用「夠」這個補語作結突兀而且欠缺力量。黃霑本人也曾表示結尾的「夠」字是亂填進去的，只為押韻。
此外，其旋律亦被指跟多首前人之作相似，如Golden Earring的《Radar Love》（指前奏；1973年創作）、崔萍的《南屏晚鐘》（1950年代）、周璇的《漁家女》（1943年）及林穆的《射鵰英雄傳》（1976年）。

## 版本

### 原版
| 曲序 | 曲目                                          | 作曲   | 作詞 | 編曲   | 演唱者 | 備註                 |
| ---- | --------------------------------------------- | ------ | ---- | ------ | ------ | -------------------- |
| 7.   | 上海灘（粵語）《上海灘 (1980年電視劇)》主題曲 | 顧嘉煇 | 黃霑 | 顧嘉煇 | 葉麗儀 | 1981年《上海灘特輯》 |

### 翻唱
| 曲序 | 曲目                                                  | 作曲   | 作詞         | 編曲       | 演唱者                                         | 備註                                                                               |
| ---- | ----------------------------------------------------- | ------ | ------------ | ---------- | ---------------------------------------------- | ---------------------------------------------------------------------------------- |
| 5.   | 上海灘（粵語）                                        | 顧嘉煇 | 黃霑         |            | 吳香倫                                         | 1980年《潘志文．吳香倫之歌》                                                       |
| 1.   | 上海灘（粵語）《新上海灘 (電影)》主題曲               | 顧嘉煇 | 黃霑         | 丁志光     | 劉德華                                         | 1996年《新上海灘 電影原聲大碟》                                                    |
| 27.  | 最愛上海灘（國語）《新上海灘》主題曲                  | 顧嘉煇 | 黃霑         | 丁志光     | 劉德華                                         | 1996年《新上海灘 電影原聲大碟》                                                    |
| 6.   | 上海灘（粵語）                                        | 顧嘉煇 | 黃霑         | 顧嘉煇     | 周潤發                                         | 1998年《寶麗金煇黃創作精選》                                                       |
| 1.   | 新上海灘（國語）《新上海灘 (2006年電視劇)》主題曲     | 顧嘉煇 | 何厚華       | 鄭平昌     | 葉麗儀                                         | 2007年《新上海灘電視劇原聲帶》                                                     |
| 10.  | 上海灘（粵語）                                        | 顧嘉煇 | 黃霑         |            | 岳薇                                           | 2007年《岳薇II粵語經典》                                                           |
| 2.   | 2010上海灘（粵語）                                    | 顧嘉煇 | 黃霑         | 劉志宏     | 呂良偉                                         | 2009年 呂良偉EP《給你未來》                                                        |
| 10.  | 上海灘（粵語）                                        | 顧嘉煇 | 黃霑         | 顧嘉煇     | 葉麗儀                                         | 2012年《金曲蛻變顧嘉煇》                                                           |
| 5.   | 一二三上海灘（上海灘/萬般情/上海灘龍虎鬥）（粵語）    | 顧嘉煇 | 黃霑         | GayBird    | 黃耀明                                         | 2013年《明哥之歌》                                                                 |
| 1.   | 上海灘（粵語）                                        | 顧嘉煇 | 黃霑         | Anthony Au | 葉麗儀                                         | 2015年 環星音樂《顧嘉煇殿堂金曲作品集》                                            |
| 1.   | 上海灘（粵語）                                        | 顧嘉煇 | 黃霑         | 黃韻仁     | 葉麗儀                                         | 2018年 WOW Music《葉麗儀48周年》                                                   |
| 17.  | 上海灘（國語）《上海灘 (1980年電視劇)》新加坡版主題曲 | 顧嘉煇 | 黃霑、陳蝶衣 | 顧嘉煇     | 葉麗儀                                         | 2020年《葉麗儀五十週年》                                                           |
| 16.  | เจ้าพ่อเซี่ยงไฮ้（泰語）                                   | 顧嘉煇 |              | 顧嘉煇     | 葉麗儀                                         | 2020年《葉麗儀五十週年》                                                           |
| 6.   | 上海灘（粵語）                                        | 顧嘉煇 | 黃霑         |            | 陳佳                                           | 2020年 陳佳翻唱專輯《似是故人來》                                                  |
| 1.   | 上海灘（粵語）                                        | 顧嘉煇 | 黃霑         | Johnny Yim | 譚俊彥、陳山聰、袁偉豪、冼靖峰、張馳豪、黃奕斌 | 2022年 無綫電視55周年台慶節目《我們的主題曲》及《「經典‧傳承」無綫電視55周年大碟》 |

## 獎項榮譽
- 1980年：十大中文金曲頒獎音樂會 － 十大中文金曲
- 1985年：無綫電視18年主題金曲大選 － 18主題金曲
- 1997年：1997金曲廿載、十大最愛選舉（香港電台舉辦）－ 十大歌曲
- 1999年：世紀中文歌曲選舉（香港電台舉辦）－ 十大歌曲[31]
- 2010年：國際華語音樂聯盟 － 華語金曲獎：30年30歌[32]
- 2016年：文化信息周刊《Time Out》香港版曾評選上海灘為香港四十首經典粵語流行曲之一[33]
- 2017年：香港電台「摯愛20真經典」票選活動－華語金曲十大[34]
- 2017年：《Time Out》香港版再度評選二十大經典粵語流行曲，上海灘排行第三[35]。